# Газова пружина

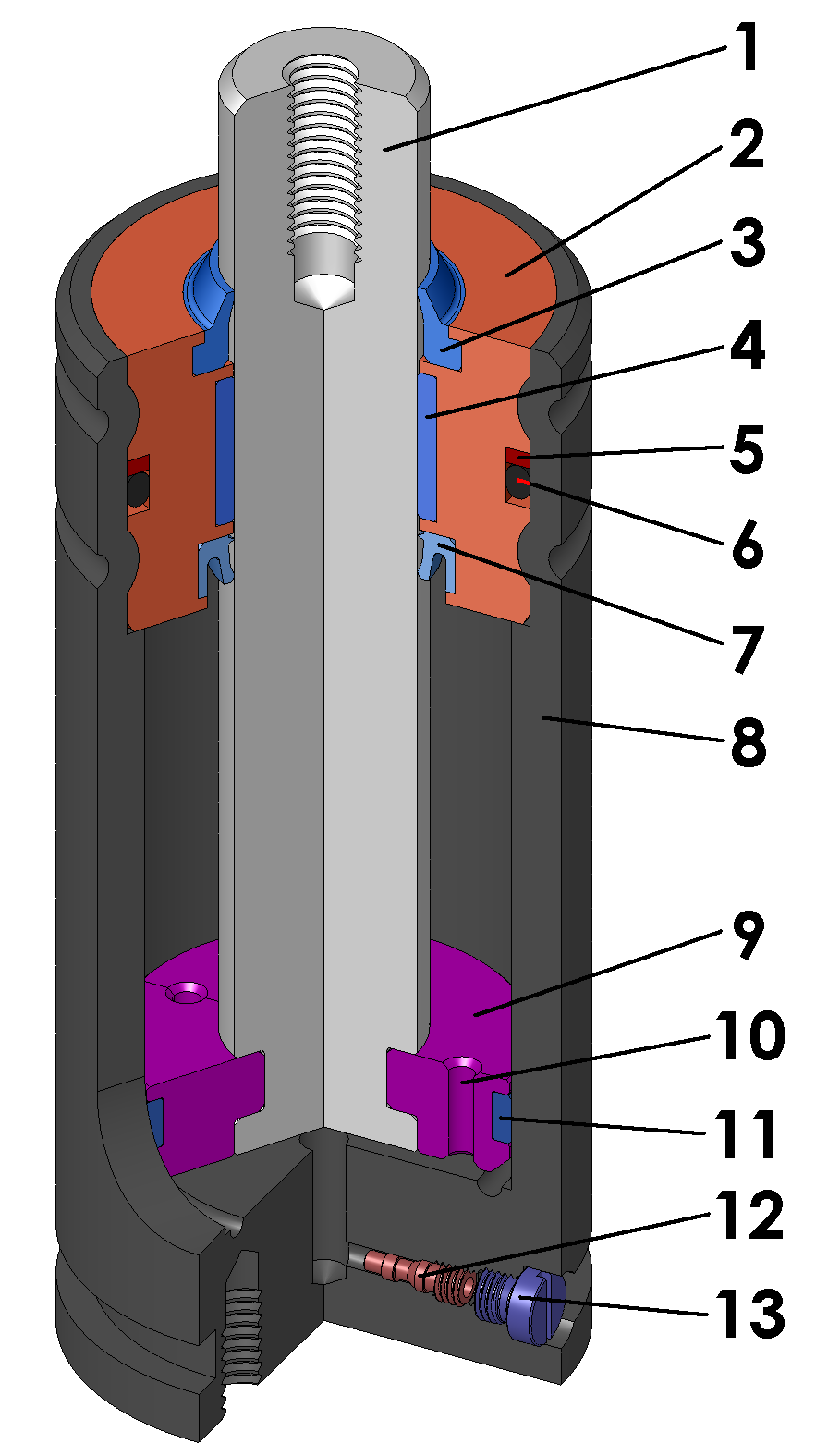
Будова газової пружини:
1) Шток
2) Напрямна штока
3) Очисник бруду штока
4) Антифрикційна втулка
5) Опорне кільце (щоб уникнути витискування защільнювального кільця 6)
6) Ущільнювальне кільце
7) Манжетне защільнення штока
8) Корпус циліндра
9) Поршень
10) Дросель (у поршні 9)
11) Антифрикційна втулка поршня
12) Вентиль
13) Гвинтова заглушка

Га́зова пружи́на — це різновид пружини, в якій, на відміну від звичайних металевих пружин, пружним елементом служить газ, що знаходиться в циліндрі і періодично стискається поршнем під дією прикладеного до нього зусилля.
Як газ у пружинах даного типу може використовуватися повітря або азот під високим тиском, очищені від абразивних часток і вологи. Абразивні частинки призводять до збільшення швидкості зносу поршня та стінок циліндра. Згідно із законами термодинаміки, під час процесів стиснення і розширення газ у циліндрі нагрівається і охолоджується, що періодично приводить до конденсації вологи. Це небажаний ефект, оскільки він прискорює корозію деталей пружини. В газі під поршнем повинне бути присутньою невелика кількість мастила.
На відміну від рідинних пружин, газові пружини забезпечують більший хід поршня, але менше зусилля на штоці.

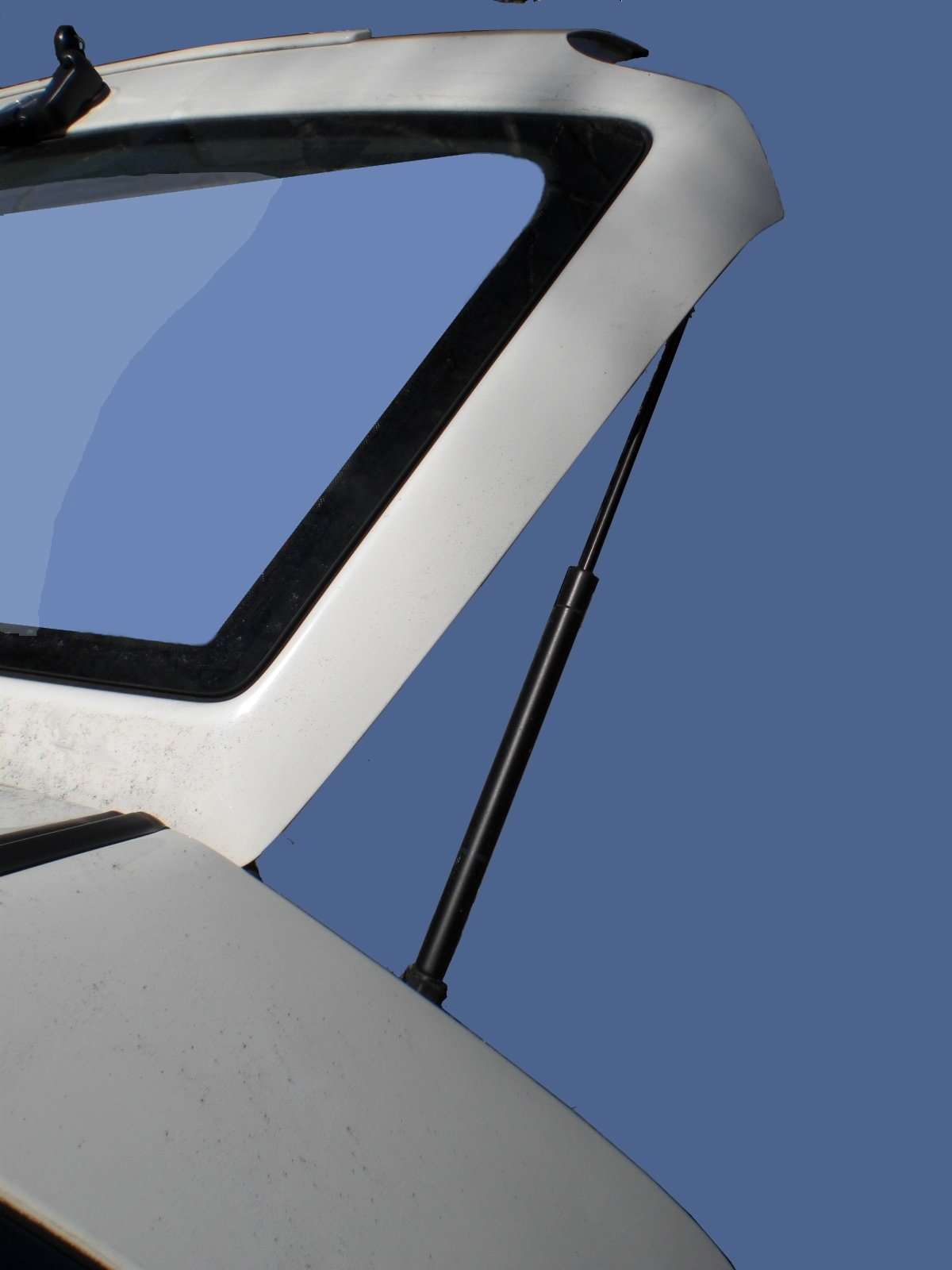
Газова пружина у конструкції автомобіля

## Застосування
Газові пружини використовуються в конструкціях автомобілів, де вони зрівноважують вагу відкритих дверей і кришок багажників. Газові пружини застосовуються також у меблевій промисловості, машинобудуванні, у медичному і в аерокосмічному обладнанні.
Перевагою газових пружин в порівнянні із звичайними металевими є те, що у них з часом не змінюється коефіцієнт жорсткості. Це робить їх зручними для використання в рушницях.